# St. Martin (Oderding)

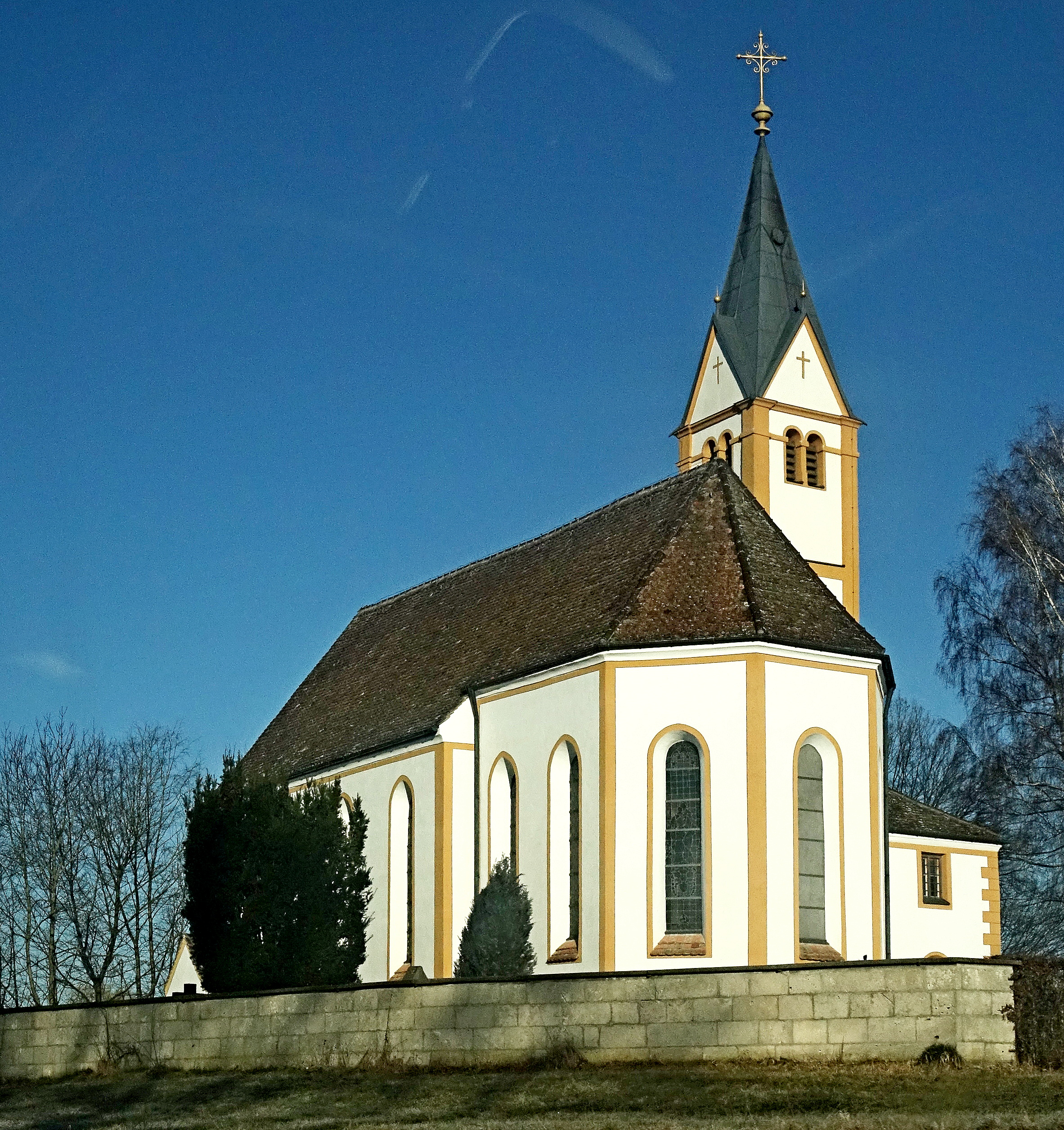
St. Martin von Südosten

Die römisch-katholische Filialkirche St. Martin in Oderding, Ortsteil der Gemeinde Polling im oberbayerischen Landkreis Weilheim-Schongau, gehört als Teil der Pfarrei Heilig Kreuz Polling zum Dekanat Weilheim-Schongau des Bistums Augsburg. Das Gotteshaus mit der Adresse Kirchstraße 27 steht unter Denkmalschutz. Keine 40 Meter südlich verläuft die Staatsstraße 2058.

## Geschichte
Die erste hölzerne Kirche wurde in Oderding wohl um 650 erbaut. Von fränkischen Missionaren wurde sie dem heiligen Martin von Tours geweiht. Der heutige Kirchenbau ist wahrscheinlich der vierte in Oderding. Er wurde 1536 im spätgotischen Stil erbaut, wohl von Hans Glück. 1724 erfolgte eine erste Barockisierung, die von 1739 bis 1742 fortgeführt wurde.

## Beschreibung und Ausstattung

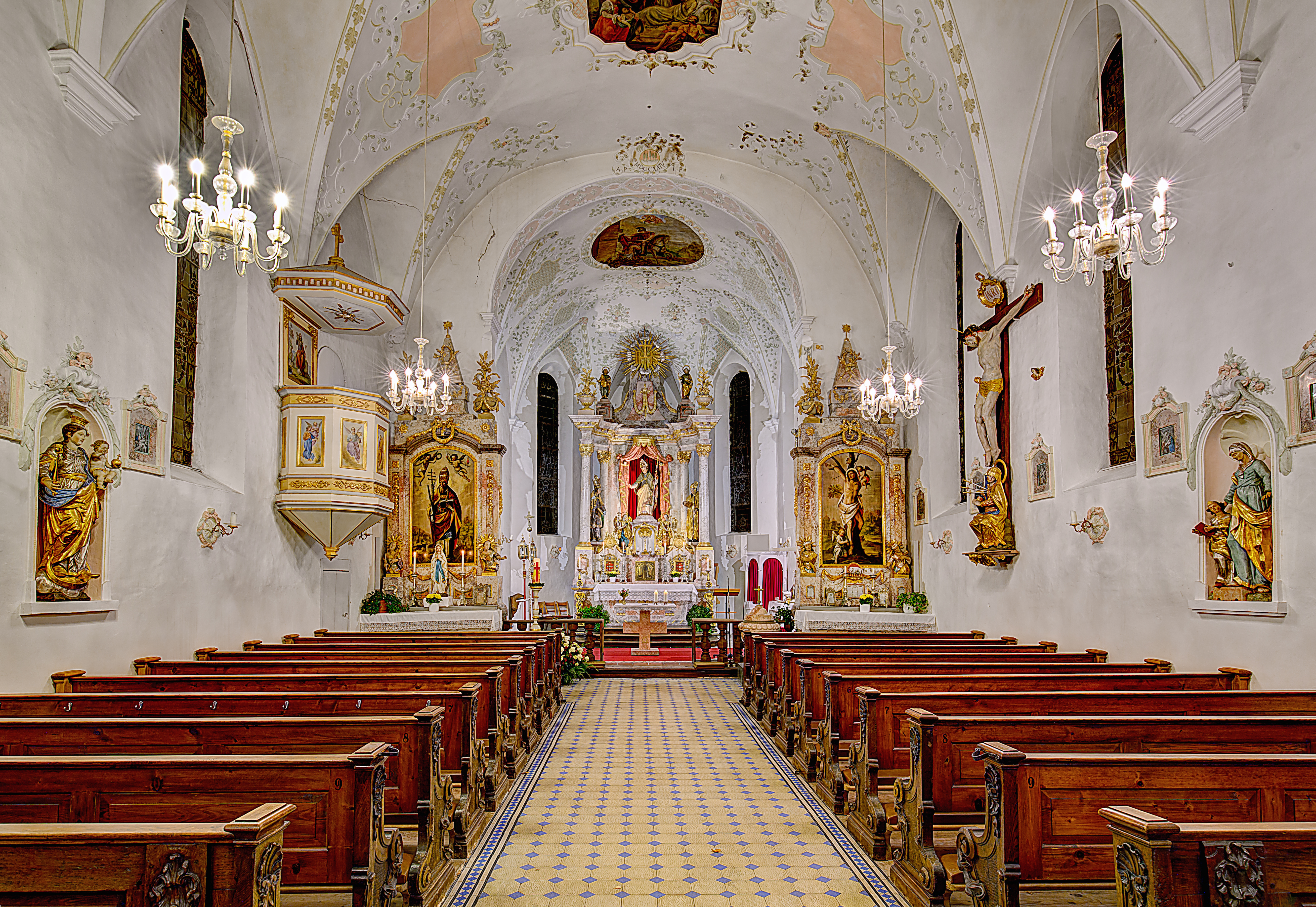
St. Martin, Innenraum 2022-11

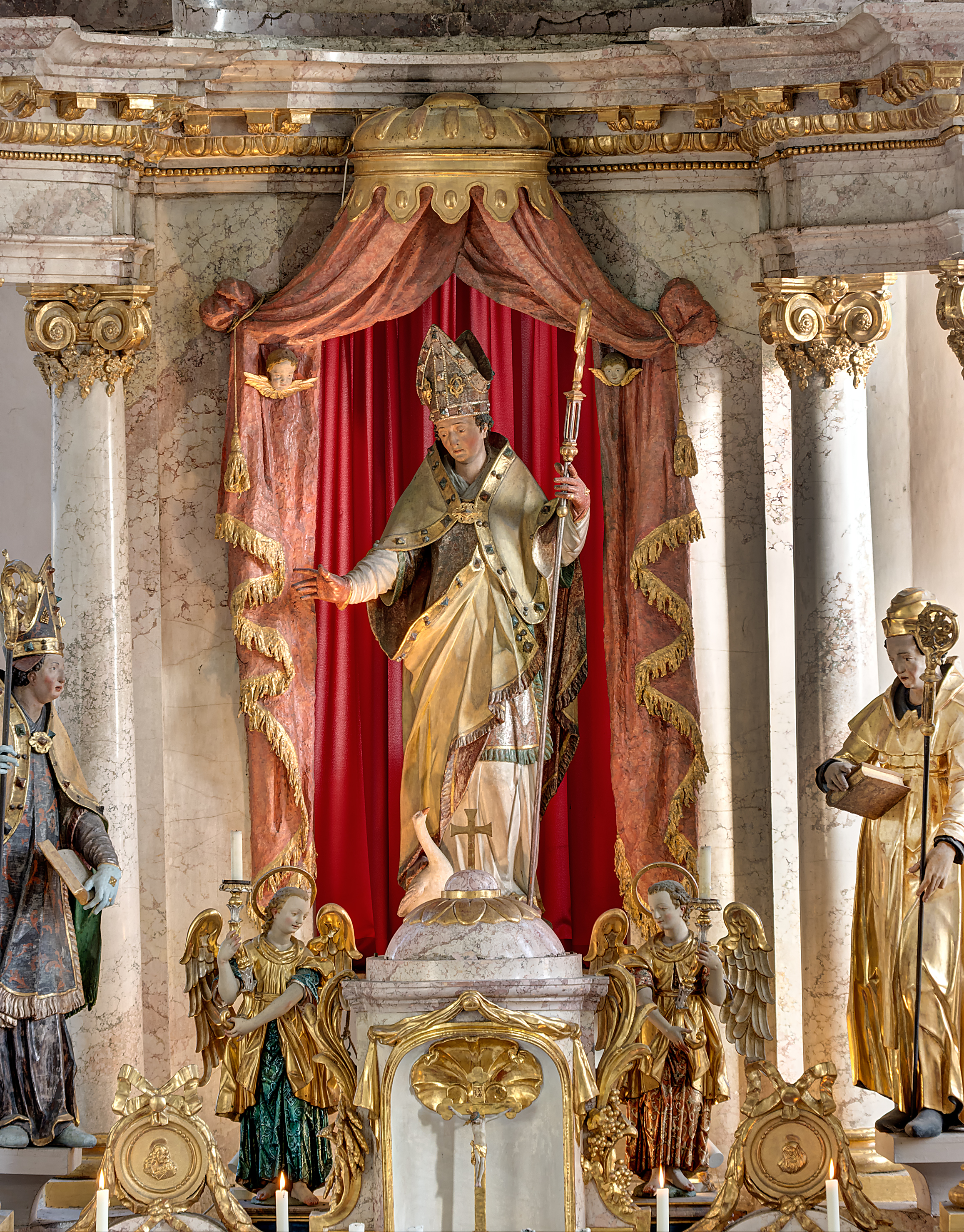
Figur des heiligen Martin im Hochaltar

Die geostete Saalkirche besitzt einen eingezogenen Polygonalchor. Im Norden sind die zweigeschossige Sakristei und der Flankenturm angefügt.
Die heutigen frühklassizistischen Altäre aus Stuckmarmor schuf der Pollinger Chrysostomos Greinwald. Die Fassung stammt von Johann Sebastian Troger aus Weilheim. Der Hochaltar weist einen halbrunden Säulenaufbau auf. Zentral befindet sich eine Skulptur des Kirchenpatrons Martin von Tours. Ihn flankieren der zweite und dritte Patron: links der heilige Brictius, Nachfolger von Martin als Bischof von Tours, sowie rechts der heilige Magnus. Diese Bildhauerwerke gestaltete Bartholomäus Steinle 1606. Oberhalb, auf dem Altargesims befinden sich kleinere figürliche Darstellungen der Apostel Petrus (links) und Paulus (rechts), die das Christusmonogramm IHS mit Strahlenkranz im Auszug einrahmen.
Die Seitenaltäre sind flächig angelegt und enthalten Gemälde von Elias Greuter dem Jüngeren (1640), die die Heiligen Urban (links) und Sebastian (rechts) darstellen.
An der Südwand befindet sich ein gotisches Kruzifix (1596), eine Schmerzensmutter (Tölz 1740) sowie eine Darstellung der heiligen Anna mit ihrem Kind Maria aus dem frühen 17. Jahrhundert. Ebenfalls aus dieser Zeit stammt eine Madonna mit Kind, die der Werkstatt Hans Degler zugerechnet wird.
Im Kirchenschatz befindet sich ein Segnungskreuz mit einer Martinsreliquie.
Die Fenster enthalten verschiedene Buntglasdarstellungen.

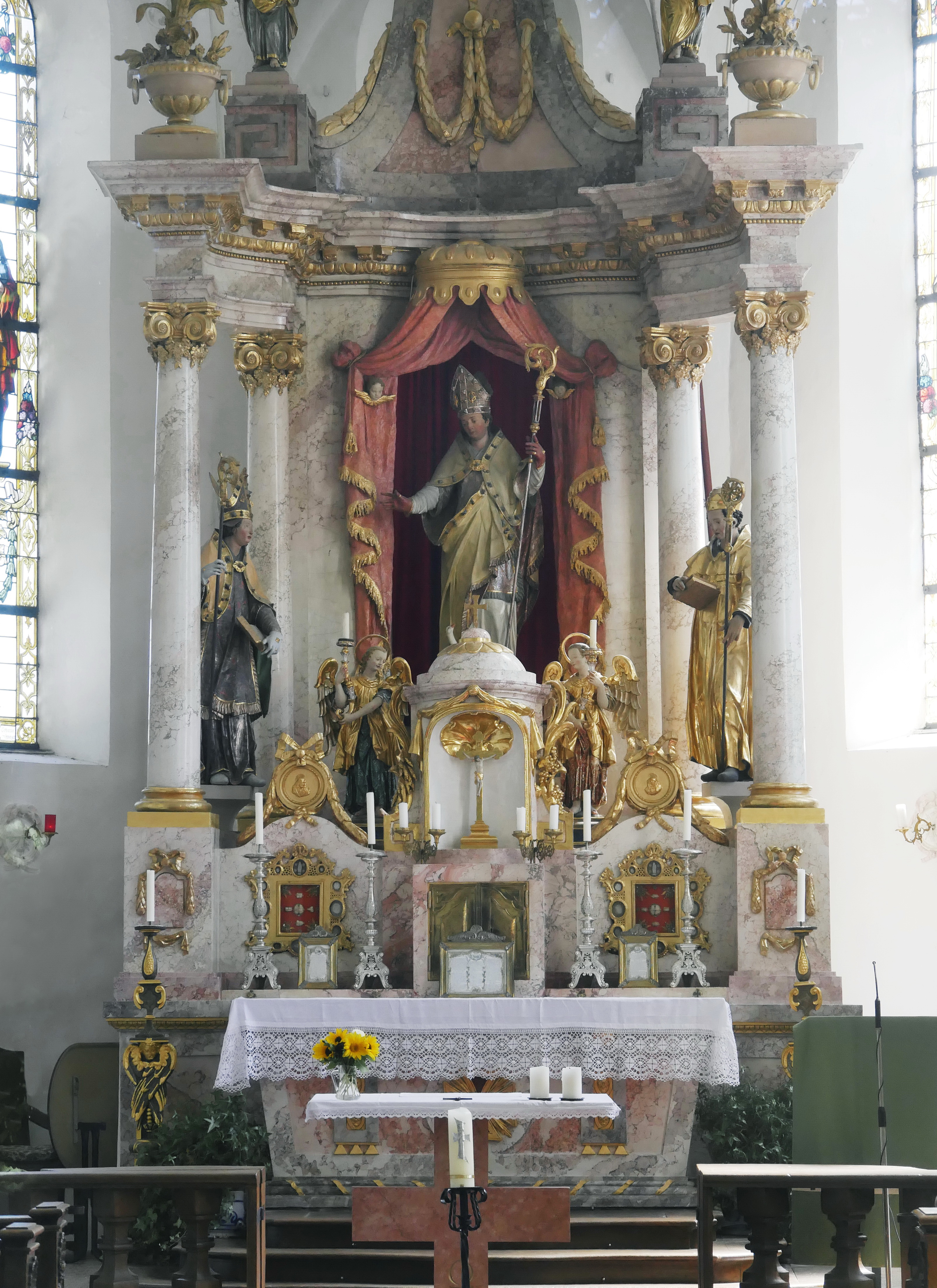
Hochaltar
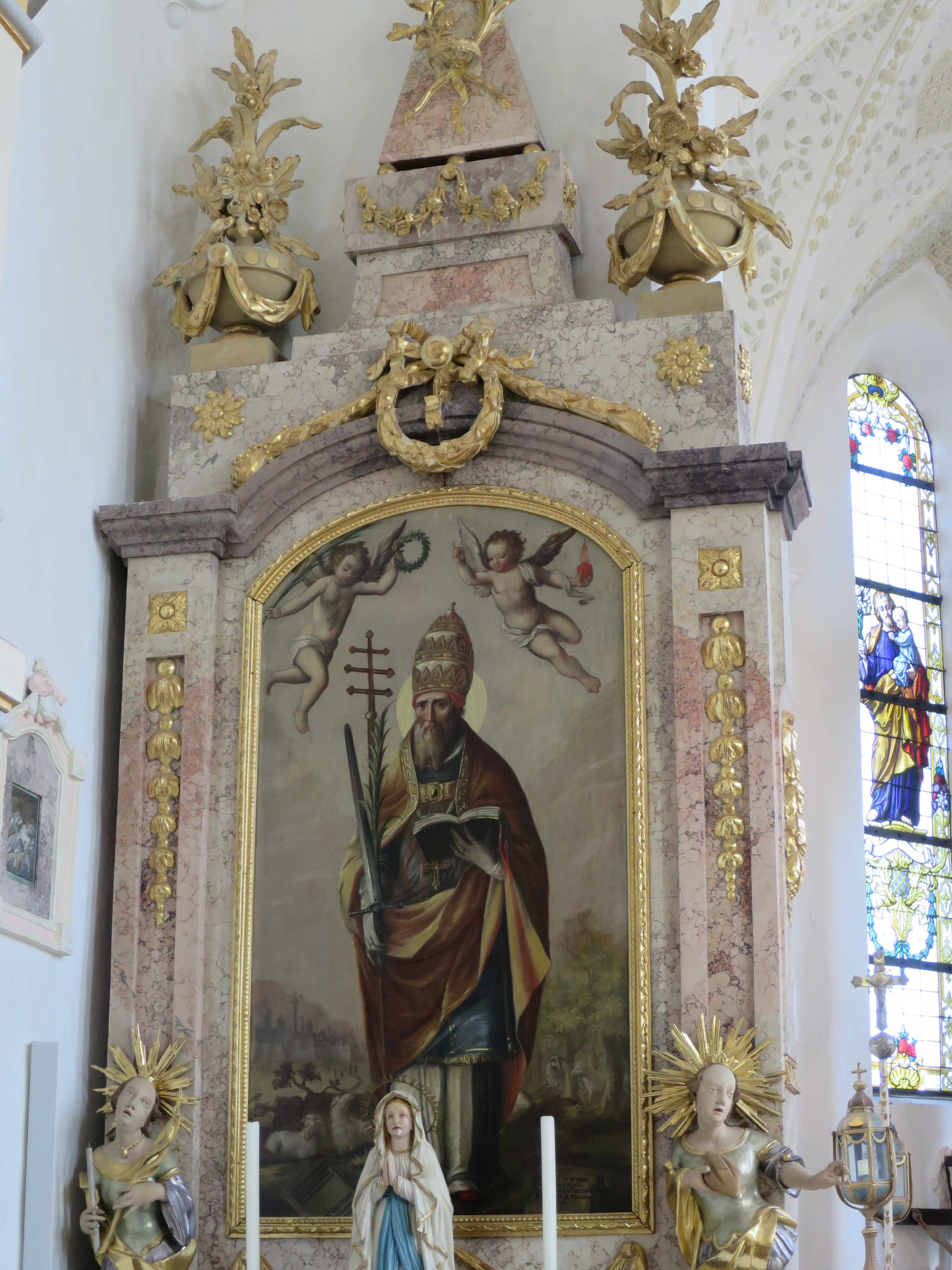
Linker Seitenaltar
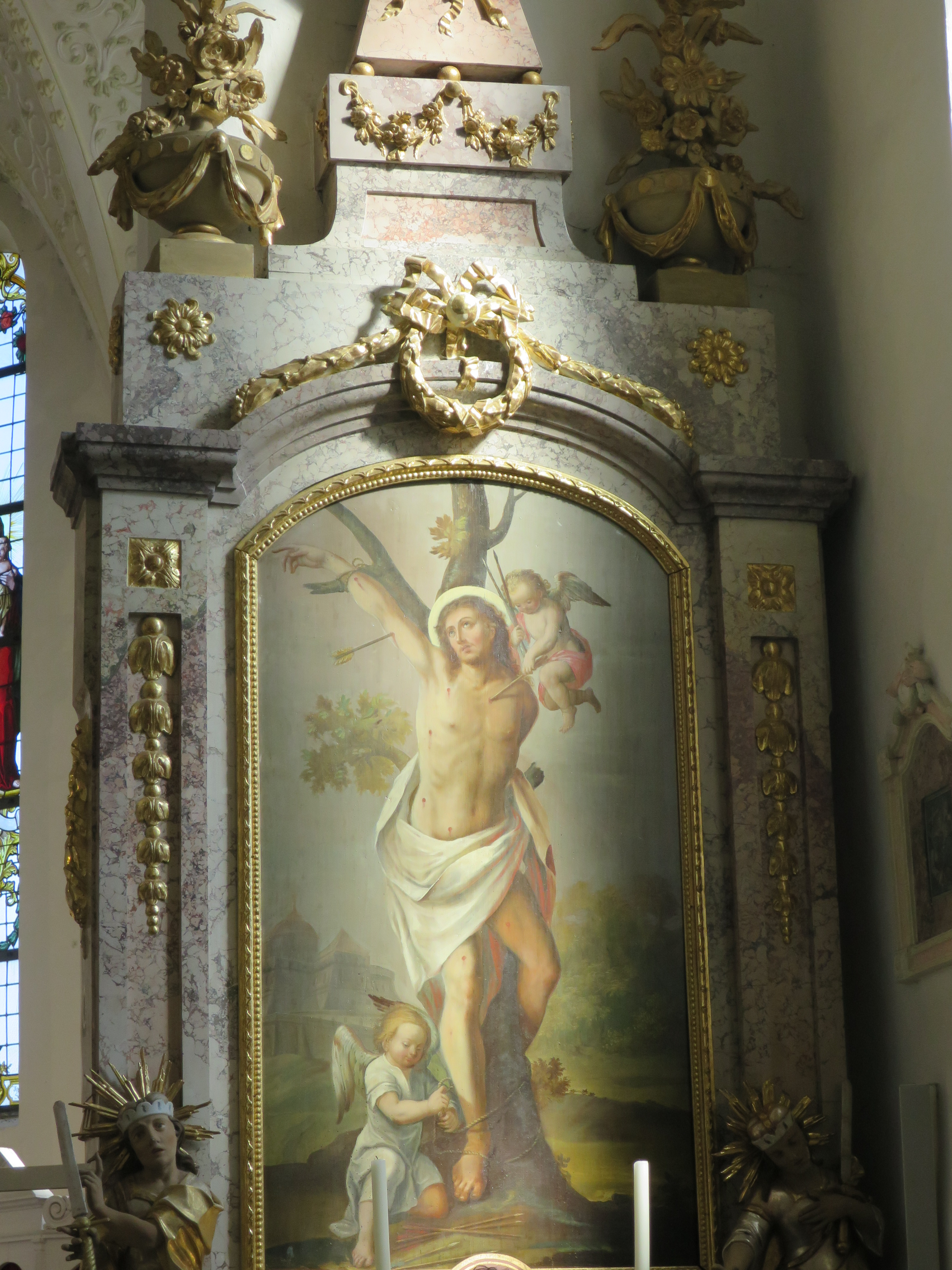
Rechter Seitenaltar
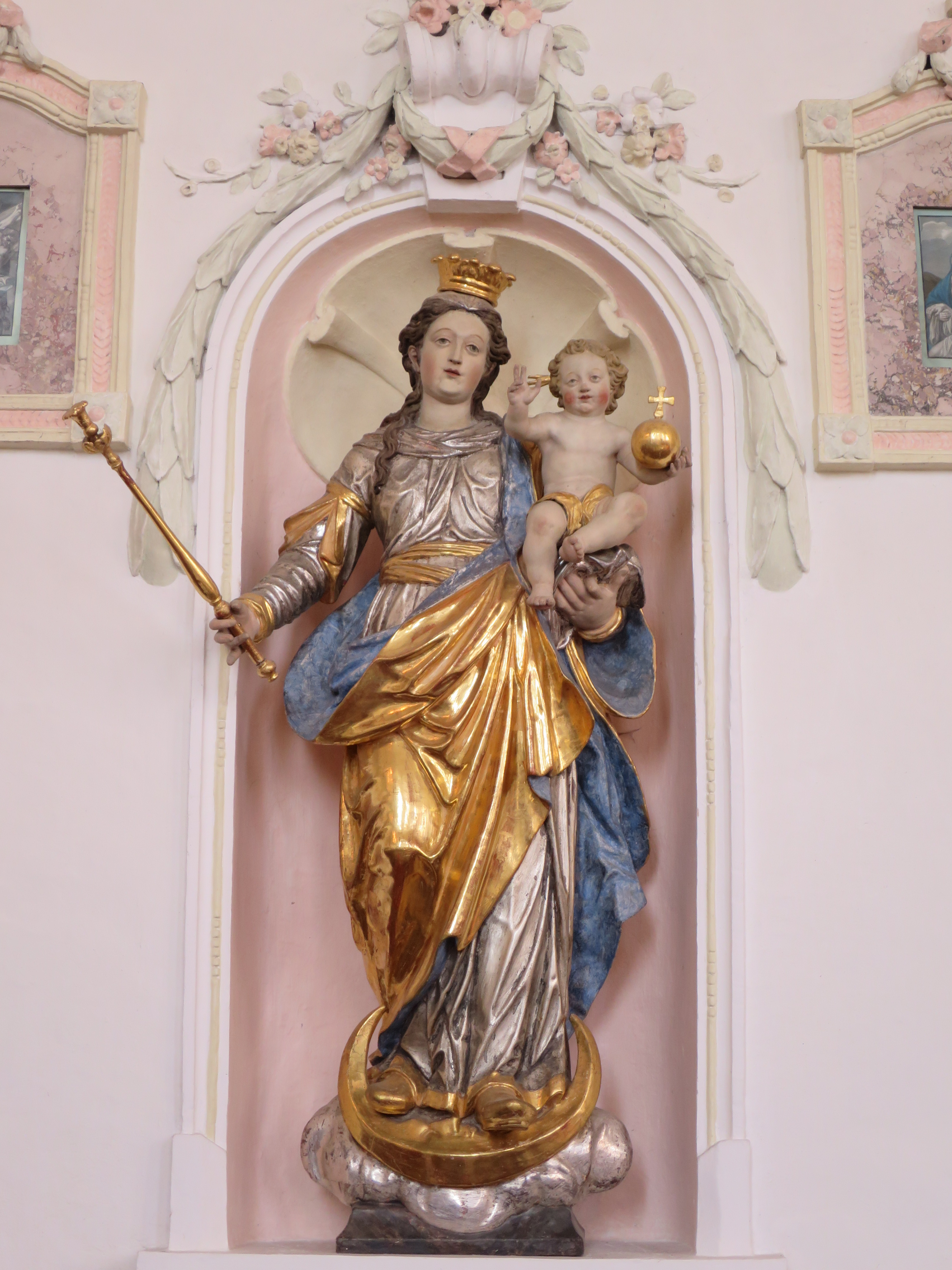
Schmerzensmutter
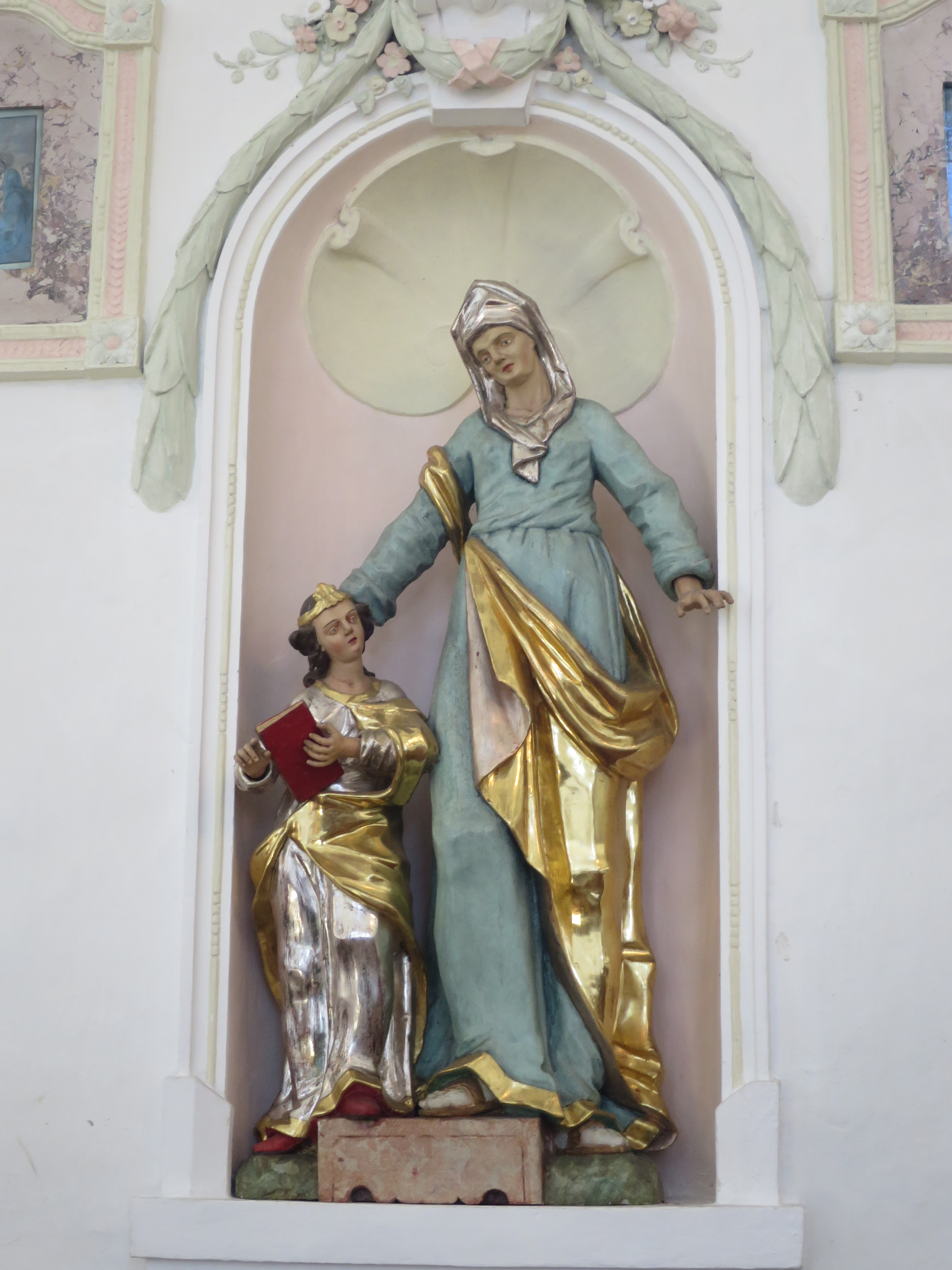
Anna mit Maria
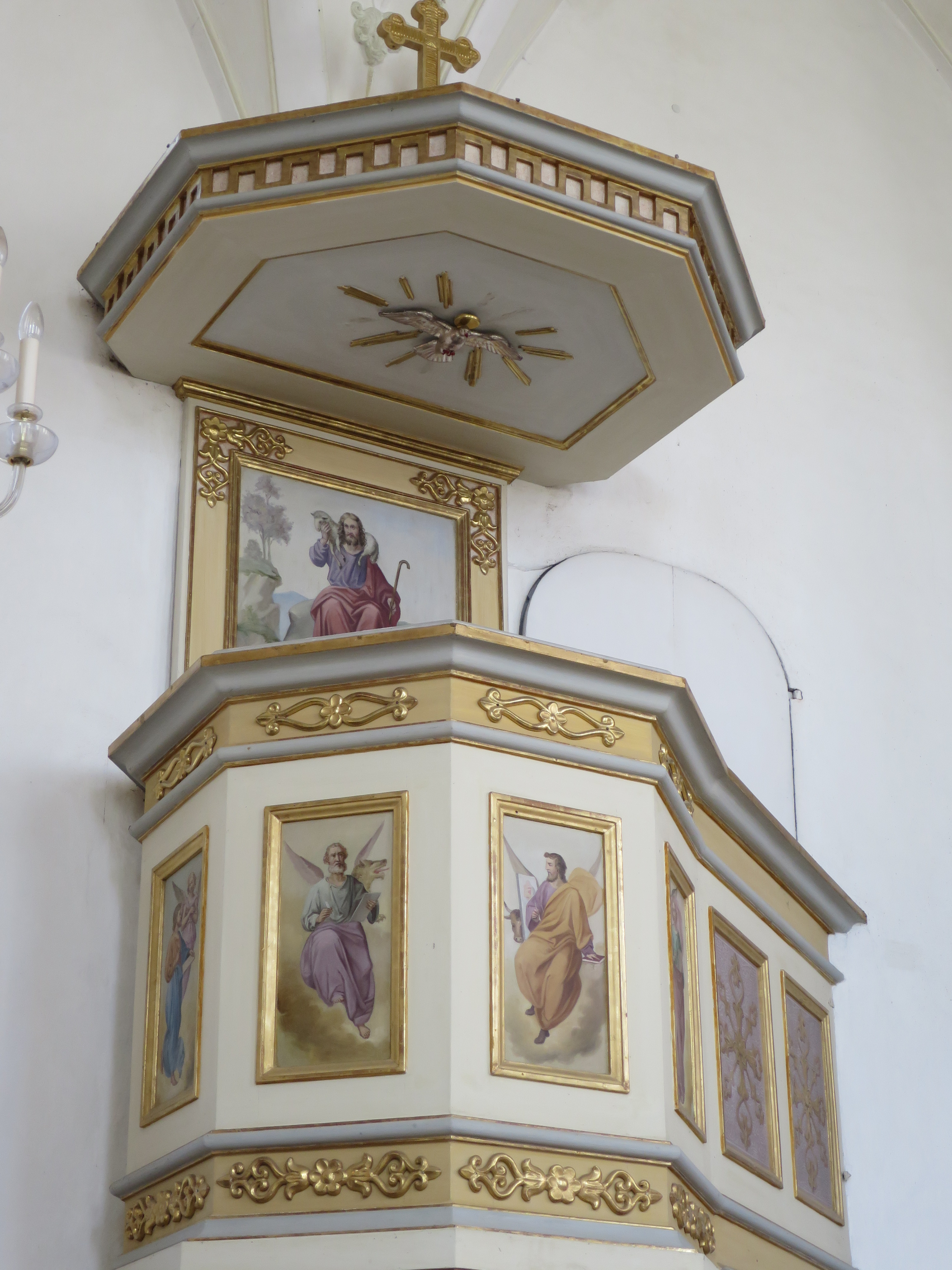
Kanzel

## Orgel
1847 baute wohl Johann Georg Beer aus Erling eine Orgel mit acht Registern in die Kirche ein. Um 1900 wurde diese umgebaut und 1995 von Franz Lang aus Irsee instand gesetzt. Das Instrument mit Schleiflade und mechanischer Spiel- und Registertraktur weist folgende Disposition auf:
| Manual C–  |    |
| Gedeckt    | 8′ |
| Salicional | 8′ |
| Gamba      | 8′ |
| Viola      | 8′ |
| Principal  | 4′ |
| Flöte      | 4′ |
| Mixtur     |    |

| Pedal C– |     |
| Subbaß   | 16′ |

- Koppeln: Pedal fest angekoppelt

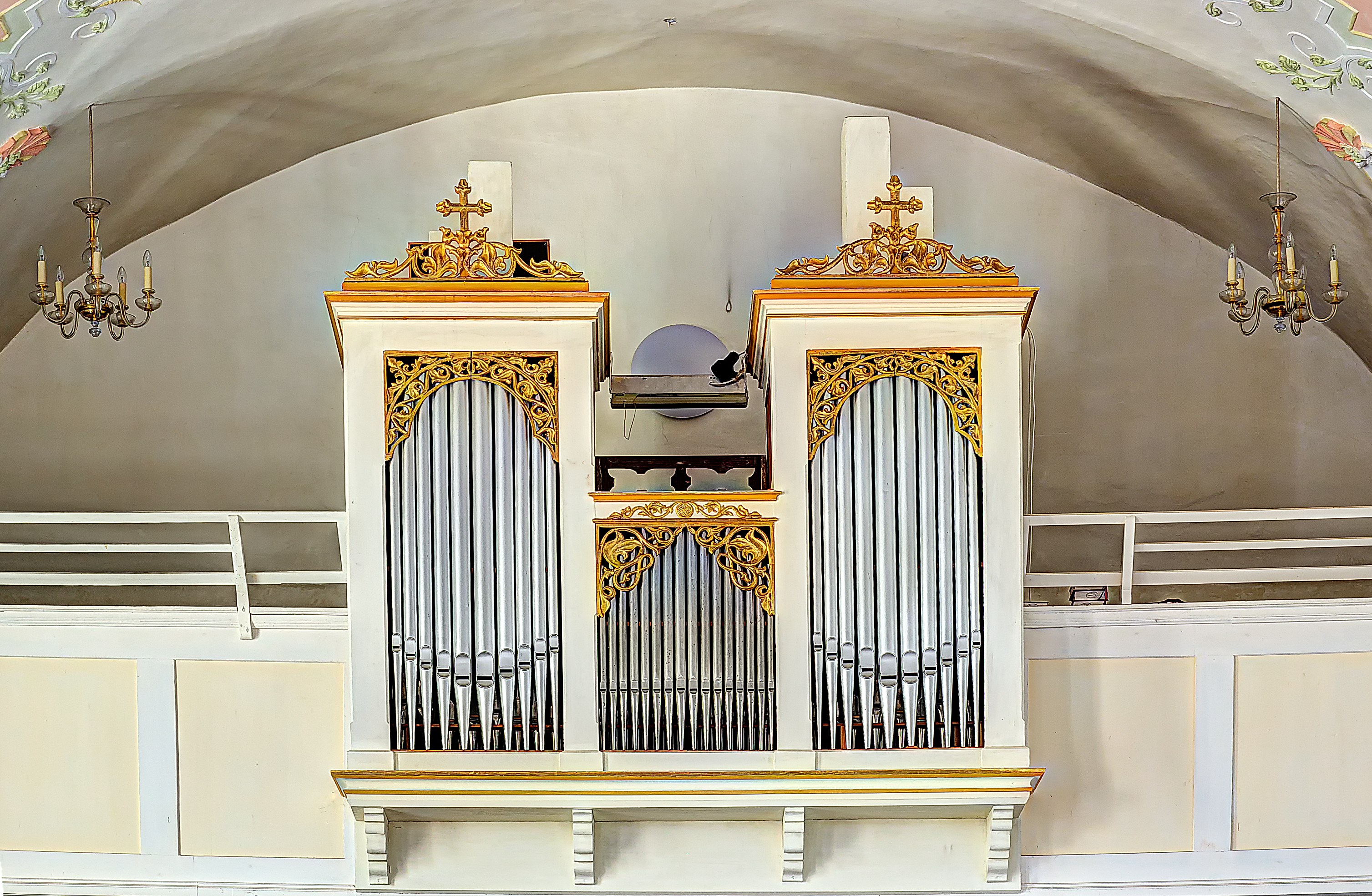
Orgelprospekt
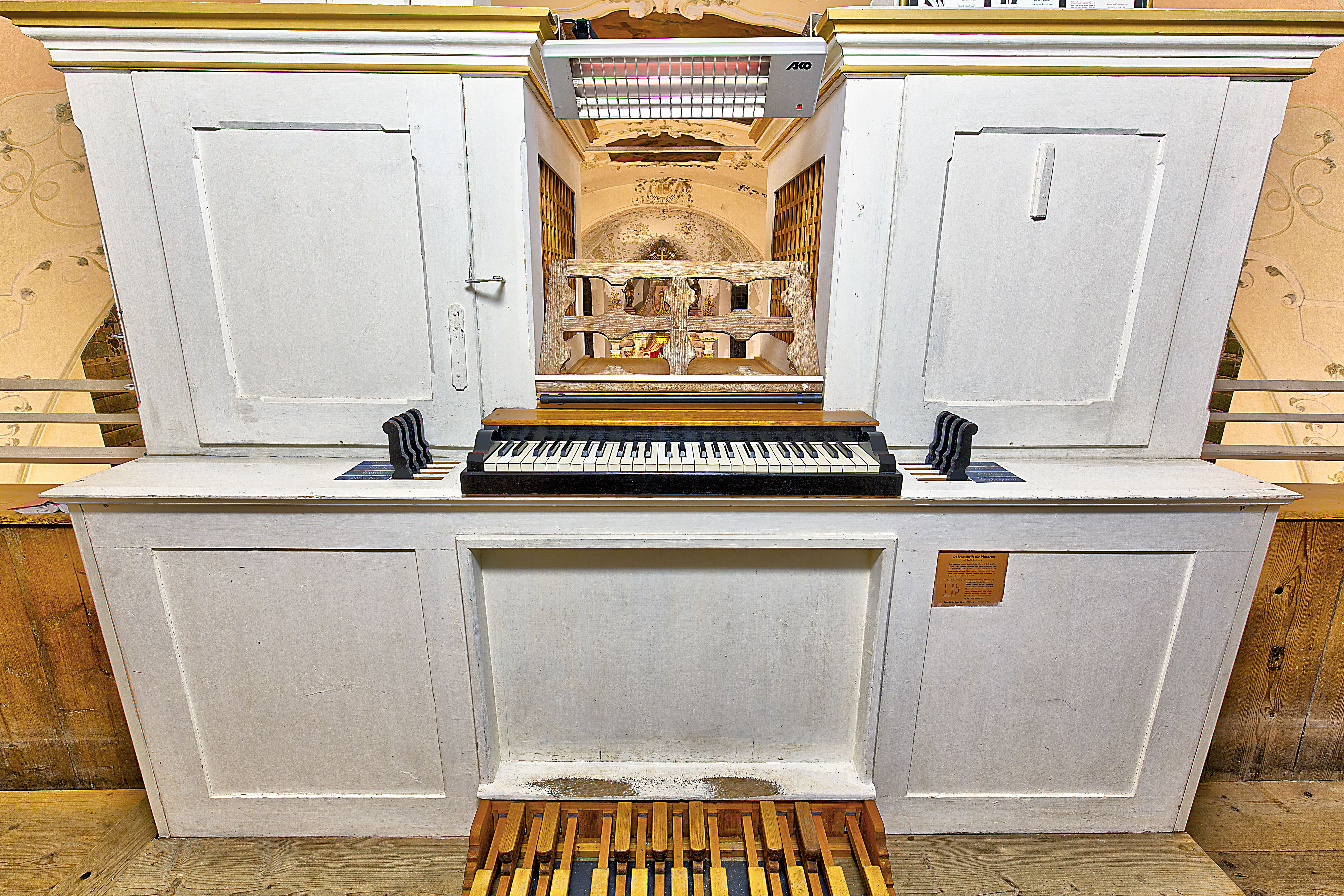
Spieltisch der Beer-Orgel